# Леви-Абекасис, Орли
О́рли Ле́ви-Абекаси́с (ивр. אורלי לוי-אבקסיס‎; род. 11 ноября 1973, Бейт-Шеан, Израиль) — фотомодель, телеведущая, израильский политик, депутат кнессета 18 и 20 созывов от партии «Наш дом Израиль» («НДИ») и 19 созыва от блока Ликуд — НДИ. С 2018 года глава либеральной партии «Гешер», с 2019 года депутат кнессета от блока «Авода»-«Гешер».
На парламентских выборах в сентябре 2019 её партия избирается в общем списке с Аводой. На парламентских выборах в марте 2020 её партия избирается единым блоком с Аводой и МЕРЕЦ.

## Биография
Орли Леви-Абекасис родилась 11 ноября 1973 года в городе Бейт-Шеане в семье Давида и Рашель (Рахель) Леви.
Отец — Давид Леви, известный политик, член партии «Ликуд», мать занималась воспитанием детей: Орли была девятым ребёнком. Всего в семье Леви 12 детей.
По окончании средней школы Орли служила два года в ВВС Израиля. Затем работала в качестве фотомодели, участвовала в рекламных кампаниях ряда известных израильских фирм. Параллельно обучалась в Междисциплинарном центре в Герцлии, где изучила право и получила степень бакалавра.
С начала 2000-х годов она работает ведущей детских и актуальных передач на 1-м и 33-м (государственных), на 2-м и 10-м (коммерческих) каналах Израильского телевидения.

### Общественная деятельность
В 2008 году Орли Леви-Абекасис вступает в партию «Наш дом Израиль» и шестым номером в партийном списке баллотируется в Кнессет 18-го созыва.
Партия НДИ получает на парламентских выборах 10 февраля 2009 года 15 мандатов. Орли Леви-Абекасис становится депутатом Кнессета, где немедленно включается в парламентскую работу. Она член комиссии по правам ребёнка, комиссии по труду, благосостоянию и здравоохранению, а также участник лобби в интересах взаимопонимания между светскими и ортодоксами и прочее.
19 мая 2016 года, во время переговоров о присоединении партии к правящей коалиции, Орли Леви-Абекасис объявила о своём выходе из НДИ в связи с недостатком внимания, уделяемого руководством фракции социальным вопросам.
27 февраля 2017 года на заседании фракции НДИ было решено принять заявление Орли Леви-Абекасис о выходе из её состава парламентской фракции. Для завершения всех касающиеся этого события формальностей, фракция НДИ обратилась к председателю организационной комиссии Кнессета с просьбой официально зафиксировать выход Орли Леви-Абекасис в соответствии с существующим законодательством.
15 марта 2017 года организационная комиссия Кнессета удовлетворила просьбу НДИ и официально зафиксировала выход Орли Леви-Абекасис из состава парламентской фракции. За её исключение проголосовало большинство членов комиссии.
Орли Леви Абекасис останется членом Кнессета в качестве «фракции одного человека». Однако, она не сможет принять участие в следующих выборах в Кнессет.
Она возглавила список партии Гешер на выборах апреля 2019 года. Одним из лозунгов этой партии — введение выборов по открытым пропорциональным спискам.

### Личная жизнь
Орли — мать 4 детей. Она живёт с супругом Лиором Абекасисом и детьми в кибуце Месилот неподалёку от Бейт-Шеана.

### Творческая деятельность
Орли Леви-Абекасис пишет песни для рок-группы «Франкс», одним из солистов которой является её муж Лиор Абекасис.

### Интересный факт
По мнению читателей интернет-версии испанской газеты 20 Minutos, проведшей в 2009 году специальный опрос, четыре израильских женщины-политика вошли в число 54 самых красивых представительниц прекрасного пола, занимающих высокопоставленные государственные посты в разных странах мира. В этом списке депутат кнессета Орли Леви-Абекасис занимает 14-е место.